# 기후변화가 해양포유류에게 미치는 영향
지구 온난화가 해양 포유류에게 미치는 영향에 대한 우려가 커지고 있다. 기후 변화의 많은 부분이 예측 불가능하기 때문에 알려지지 않고 있지만, 기후 변화가 미치는 영향은 점점 더 분명해지고 있다. 이 중 몇몇은 동물에 있어서 서식지의 손실, 온도 스트레스, 그리고 심각한 날씨에 노출되는 것과 같이 매우 직접적이다.

## 개요
다른 영향으로는 숙주 병원 균군 연관성의 변화, 포식자/예방적 상호 작용으로 인한 신체 조건의 변화, 독소에 대한 노출의 변화, 인간의 상호 작용 증가 등이 있다. 그러나 이것은 해양 포유동물들이 급격한 기후 변화의 결과로 무엇을 다루고 있는지에 대한 몇 가지 예에 불과하다. 해마, 물개, 펭귄 그리고 북극곰을 포함한 많은 해양 포유동물들이 기후 변화의 영향을 받아 왔다.
해양 포유 동물들은 바다에서 살 수 있도록 진화해 왔지만, 기후 변화의 영향은 그들의 자연 서식지를 급속히 변화시키고 있다. 우리는 북극 해양 포유동물들의 서식지, 분포, 풍부함, 이동과 이주, 신체조건, 행동, 그리고 그들의 민감도의 차이를 연구함으로써 그들에게 미치는 지구 온난화의 결과에 대해 배울 수 있다. 급격한 기후의 변화는 특정 종들이 충분히 빠르게 적응하는 것을 어렵게 만들고 있다. 지구 온난화로 인한 엄청난 압력과 스트레스가 해양 포유동물들에게 가해져서 그들의 잠재적인 멸종으로 이어질 수 있다.

## 생물에 영향을 끼치는 물리적 환경 변화
생물에 영향을 끼치는 물리적 환경 변화에는 다음과 같은 예시가 있다.
- 20세기 들어서 해수면의 평균높이가 19 세기에 비하여 1~2mm 정도 높아졌다.
- 북반구의 중위 및 고위도 지역의 호수나 강이 얼어 있는 기간이 20세기에 약 2주 정도 짧아졌다.
- 북극의 해빙의 두께와 범위가 봄과 여름에 1950년에 비하여 10~15% 범위가 줄어들었고 늦여름부터 초가을까지 두께가 40%나 줄어들었다.
- 극지역 이외의 빙하가 폭넓게 후퇴하였고 극지방과 고산지역의 영구동토지역이 녹아내리고 있다.
- 지구 전체에 대한 적설지역에 대한 인공 위성관측이 시작된 1960년에 비하여 10%의 면적이 줄어들었다.
- 엘리뇨 현상이 과거 100년전과 비교하였을 때 최근 20~30년에 더 자주 발생하고 지속적이고 강도가 세어지고 있다.
- 식물의 성장계절이 북반구, 특히 고위도에서 40년 전부터 매 10년마다 1~4일 정도씩 길어지고 있다.
- 식물과 동물의 서식범위가 극지방으로 이동하고 있고 식물, 곤충, 조류 및 어류의 서식한계의 고도가 높아지고 있다.
- 북반구에서 식물의 꽃이 일찍 피고 철새들이 일찍 도래하고 번식시기가 일찍 시작되고 곤충이 출현하고 있다.
- 산호초의 백화현상이 발생하는 빈도가 엘리뇨 발생 기간 동안 증가한다.

## 생물에 대한 영향과 그 결과
생물에 대한 영향과 그 결과의 예시는 다음이 있다.

### 북극곰
북극곰은 유빙 위에서 휴식하며 사냥을 위해 돌아다니지만, 빙하가 녹으면서 빙하를 찾지 못하고 헤엄치다 익사하는 경우가 있다. 현재 전 세계적으로 20,000~25,000마리의 북극곰이 살고 있는 것으로 추정하고 있지만, 현재의 속도로 지구온난화가 진전된다면 2050년에는 3분의 2인 16,000마리가 사라질 것으로 예상되며 2100년경에는 거의 멸종할 것으로 예측하고 있다.

### 바다코끼리
과학자들은 바다코끼리가 게나 대합조개를 잡아먹는 수심이 얕은 대륙붕 지역에서 계절적으로 매우 빠르게 녹고 있는 얼음들을 발견하였다. Wood Hole 해양지리연구소에 따르면 바닷물의 온도가 최근 2년 전보다는 같은 시기와 같은 장소에서 약 6도 정도 더 높게 관측되었는데, 따뜻한 난류가 배링해에 서알래스카 북쪽의 대륙붕으로 이동하게 되어 해빙이 빠르게 녹고 있다고 한다. 이로 인해 어미가 새끼를 버리는 등의 기존과 다른 행동양식이 일어난다.

## 같이 보기
- 기후 변화
- 해양 포유류